# ザ☆ピ〜ス!
「ザ☆ピ〜ス!」（The☆Peace!）は、モーニング娘。の12枚目のシングル。2001年7月25日に発売された。

## 概要
前作『恋愛レボリューション21』からのリリース間隔が当時としては歴代最長であった。初代リーダー中澤裕子卒業後初めてのシングルで、当時の現役メンバー9人の最初で最後のシングル。『恋のダンスサイト』以来、4作ぶりの1桁の人数でのシングル。石川梨華が初めてセンターを務めている。
テレビ東京系列『アイドルをさがせ!』のオープニングテーマ。
2007年9月26日に発売されたコンピレーションアルバム『つんく♂ベスト作品集(上)「シャ乱Q〜モーニング娘。」〜つんく♂芸能生活15周年記念アルバム〜』に収録、付属ブックレットには本楽曲のパート割りが記載。
表題曲の「選挙の日って ウチじゃなぜか 投票行って 外食するんだ」の歌詞は、選挙があるたびに注目される。Twitterにおいて歌詞に絡めた投稿では、2007年4月22日の第16回統一地方選挙の際の津田大介のツイートが最古の部類とみられている。2021年10月のNHKチャンネルでの桑子真帆アナウンサーによるインタビューでは、つんくは「歌詞に政治を含めようとする意図はなく、日本国民の日常の一つとして取り上げたのだと思う」と答えた。少年時代に近所の子が「今からお父さんたちと選挙に行って、それからレストランで外食する」と嬉しそうに話していたことを回想し、「モーニング娘。のメンバーにも、社会が他人事にならないように」と、もう一つの理由にも言及した。
2024年11月3日には17cm・アナログシングル盤が全国のタワーレコードで限定発売された。

## 収録曲
全作詞・作曲：つんく

### CDシングル
1. ザ☆ピ〜ス!
編曲：ダンス☆マン、ホーンアレンジ：川松久芳
  - 前作に引き続きダンス☆マン編曲。
  - 本楽曲の発売日が第19回参議院議員通常選挙の最中で、つんく♂も「選挙」という言葉を意識して作詞した。
  - 「ピースラップ」と呼ばれるイントロで始まる。ジャズのチャールストン調の間奏では石川梨華が中央でソロのダンスを踊り、この曲から「センターポジション」という呼称が定着した。エンディングは複数回ブレイク（全パート休止）を挟んでおり、「終わりそうで終わらない」ようにしたという[5]。曲の途中（1番と2番の間）で、石川がセリフを入れている。
  - ミュージックビデオは水兵姿のメンバーが船内（トイレ等）で踊る内容となっている。MVの監督を務めた竹石渉がデモテープを聞いて「突然」を連想し、「男子トイレに突然アイドル達が押しかけ歌い踊る」というアイディアが原案となっている[6]。
2. でっかい宇宙に愛がある
編曲：鈴木俊介
  - 2001年から日本テレビ放送網の24時間テレビ 「愛は地球を救う」で歌われる[7]。
3. ザ☆ピ〜ス!（Instrumental）
4. でっかい宇宙に愛がある（Instrumental）

### アナログシングル
Side A
1. ザ☆ピ〜ス!

Side B
1. でっかい宇宙に愛がある

## 参加メンバー
- 1期：飯田圭織、安倍なつみ
- 2期：保田圭、矢口真里
- 3期：後藤真希
- 4期：石川梨華、吉澤ひとみ、辻希美、加護亜依

## 参加ミュージシャン
- ダンス☆マン&THE BAND☆MAN（1）
  - HYU HYU - ドラム
  - ダンス☆マン - ベース&ミャオ〜ン
  - JUMP MAN - ギター
  - WATA-BOO - キーボード
  - STAGE CHAKKA MAN - パーカッション
  - D.J.ICHIRO - ターンテーブル
- HORNS MAN BROTHERS - ホーンセクション（1）
  - 桑野信義 - トランペット
  - 田中哲也 - トランペット
  - 川松久芳 - トロンボーン
  - 山中成高 - サックス
- つんく - コーラス（1）
- 佐野康夫 - ドラム（2）
- 小松秀行 - ベース（2）
- 鈴木俊介 - ギター（2）
- 中西康晴 - ピアノ（2）
- 河合代介 - ハモンドオルガン（2）
- 斎藤ノブ - パーカッション（2）

## 収録アルバム
- 4th「いきまっしょい!」
- ベスト! モーニング娘。2
- モーニング娘。 ALL SINGLES COMPLETE 〜10th ANNIVERSARY〜
- The Best!〜Updated モーニング娘。〜（updated）
- モーニング娘。ベストセレクション 〜The 25周年〜（23 Ver.）

## カバー
- Cindy Braggs (En Vogue) - トリビュートアルバム『カバー・モーニング娘。!』（2001年12月19日）に収録。
- HELLO KITTY - 両A面デジタルシングル「Hello! 生まれた意味がきっとある/ザ☆ピ〜ス!」（2022年6月12日）に収録[8]。
- 瀬戸リカ（平嶋夏海） - ゲーム『D4DJ Groovy Mix』（2023年9月3日）に追加収録[9]。